# Brian Molko
Brian Molko (Brussel, 10 december 1972) is de zanger en gitarist van de rockband Placebo.

## Jeugd
Molko, geboren te Brussel, is een zoon van Amerikaanse en Schotse ouders. Molko heeft nog een 10 jaar oudere broer, Stuart Molko. Door zijn vaders werk is zijn familie veel verhuisd toen hij klein was, maar uiteindelijk gingen ze in Longeau wonen, dicht bij de grens met het Groothertogdom Luxemburg. In Luxemburg bracht hij het grootste deel van zijn tijd door, aan een internationale kostschool. Zijn vader is bankier en zijn moeder wedergeboren Christen. In zijn jeugd heeft hij ook een aantal jaren in Libanon gewoond. Op zestien- of zeventienjarige leeftijd verhuisde hij naar Londen omdat hij acteur wilde worden, tegen de zin van zijn ouders. Daar heeft hij aan het Goldsmiths, College of University of London de theateropleiding gevolgd. In december 2012 ontving Brian Molko van Goldsmiths een honorary fellowship, een academische ere-titel voor alumni die zich op enige manier hebben onderscheiden.
In Londen kwam hij zijn oud-schoolgenoot Stefan Olsdal tegen (met wie hij overigens geen vrienden was in Luxemburg), met wie hij in 1994 Placebo oprichtte, dat uiteindelijk zijn grootste interesse werd.

## Film
In 1998 speelde Molko een bijrol in de film Velvet Goldmine. Hij vertolkte daarin de rol van Malcolm, leadzanger van de glamrockband The Flaming Creatures (samen met o.a. toenmalig Placebo-drummer Steve Hewitt als drummer Billy). Het is zijn enige echte optreden als acteur gebleven.

## Placebo
Molko is de frontman van zijn band. Niet alleen doordat hij als zanger de meeste aandacht trekt, maar ook door zijn extravagante uiterlijk is hij de blikvanger. Door zijn make-up en kledingstijl meet hij zich een androgyn imago aan. Over zijn seksualiteit werd dan ook een tijd hevig gespeculeerd. Naar eigen zeggen is hij biseksueel. Molko had een vaste relatie met fotografe Helena Berg, met wie hij sinds 2005 een zoon heeft, Cody.
Daarnaast is vooral Molko verantwoordelijk voor de, vooral in de beginjaren van de band, cynische en soms ook controversiële teksten van de Placebo-nummers. Tegenwoordig zijn Placebo's lyrics een stuk milder gestemd, getuige de twee recentste albums. Hij zingt ze met een nasale stem die wel vergeleken wordt met die van Billy Corgan (Smashing Pumpkins, Zwan). Behalve gitaar bespeelt hij ook de mondharmonica, saxofoon en basgitaar. Pas toen Placebo al lang bekend was, heeft hij van Olsdal ook piano leren spelen.